# 683 (tal)
683 är det naturliga heltal som följer 682 och följs av 684.

## Matematiska egenskaper
- 683 är ett udda tal.
- 683 är ett primtal[1].
- 683 är ett defekt tal.
- 683 är ett glatt tal.
- 683 är ett Jacobsthaltal.

## Inom vetenskapen
- 683 Lanzia, en asteroid.